# 澤村國太郎 (4代目)
四代目 澤村 國太郎（さわむら くにたろう、新字体：沢村 国太郎、1905年〈明治38年〉6月1日 - 1974年〈昭和49年〉11月26日）は、歌舞伎役者から映画俳優に転身した戦前の大スター。

## 来歴・人物
1905年（明治38年）、歌舞伎作者の竹芝傳蔵の子として東京市浅草区浅草猿若町（現在の東京都台東区浅草六丁目）に生まれた。姉に福祉運動家の矢島せい子、妹に女優の沢村貞子、弟に俳優の加東大介がいる。妻は女優のマキノ智子で、子は長門裕之（南田洋子の夫）・津川雅彦（朝丘雪路の夫）兄弟の他2女がいる。
七代目澤村宗十郎の門下で1926（大正15年）に四代目澤村國太郎を襲名、以後若女形で舞台をつとめる。
以後、戦前はマキノ・プロダクションのスターとして戦後も日活を中心に活躍した。
1960年（昭和35年）に脳卒中で倒れた後は半身不随の身になり、病気療養に専念した。津川雅彦長女誘拐事件から3か月後の1974年（昭和49年）11月26日、死去した。69歳没。

## 主な出演作

### 映画
- 水戸黄門（日活京都 助三郎）
  - 水戸黄門 来国次の巻（1934年）
  - 水戸黄門 密書の巻（1935年）
  - 水戸黄門 血刃の巻（1935年）
- 丹下左膳餘話 百萬兩の壺（日活京都 柳生源三郎 1935年6月15日）
- 大菩薩峠 第一篇 甲源一刀流の巻（日活京都 山崎譲 1935年11月15日）
- 忠臣蔵 天の巻・地の巻忠臣蔵 天の巻（日活京都 片岡源五右衛門、服部市郎右衛門 1938年3月31日）
- 牢獄の花嫁（日活京都 小笠原左近将監 1939年8月17日）
- 牢獄の花嫁　解決篇（日活京都 小笠原左近将監 1939年9月28日）
- 伊賀の水月（大映京都 本田大内記 1942年8月13日）
- 富士に立つ影（大映京都 水野出羽守 1942年12月27日）
- 獄門島（東横 村瀬幸庵 1949年）
- 阿波狸屋敷（大映京都 四海波右衛門 1952年2月8日）
- 次郎長三国志シリーズ (東宝 江尻の大熊 1952年12月～)
- 地獄門（大映京都 盛忠 1953年10月31日）
- 新・平家物語（大映京都 如空 1955年9月21日）
- ジャズ・オン・パレード 1956年 裏町のお転婆娘
- ビルマの竪琴 第一部 望郷篇（物売りの老婆の亭主 1956年1月21日）
- ビルマの竪琴 第二部（物売りの老婆の亭主 1956年2月12日）
- 牛乳屋フランキー（日活 南郷隆盛 1956年12月5日）
- 孤獨の人（日活、徳大寺侍従、1957年）
- 鷲と鷹（日活 おやじ 1957年9月29日）
- 大東京誕生 大江戸の鐘（松竹、1958年、大曽根辰保監督）
- スーパーの女（1996年6月15日） - 遺影のみであるが出演者としてクレジットされた

### テレビドラマ
- 山一名作劇場 第16回「赤西蠣太」（1958年、NTV）

## 演じた俳優
- 坂東八十助（現：坂東三津五郎）：NHK連続テレビ小説『おていちゃん』（1979年）、役名は大沢幸太郎